# Wang I-Hsien
Wang I-Hsien (20 de diciembre de 1980) es una deportista taiwanesa que compitió en taekwondo.
Ganó una medalla de plata en el Campeonato Mundial de Taekwondo de 2001, y una medalla de plata en el Campeonato Asiático de Taekwondo de 2002. En los Juegos Asiáticos de 2002 consiguió una medalla de oro.

## Palmarés internacional
| Representando a China Taipéi |                       |                  |           |
| Campeonato Mundial           |                       |                  |           |
| Año                          | Lugar                 | Medalla          | Categoría |
| 2001                         | Jeju (Corea del Sur)  | Medalla de plata | +72 kg    |
| Juegos Asiáticos             |                       |                  |           |
| Año                          | Lugar                 | Medalla          | Categoría |
| 2002                         | Busan (Corea del Sur) | Medalla de oro   | +72 kg    |
| Campeonato Asiático          |                       |                  |           |
| Año                          | Lugar                 | Medalla          | Categoría |
| 2002                         | Amán (Jordania)       | Medalla de plata | +72 kg    |